# Kimi no Suizō o Tabetai (2017)
Kimi no Suizō o Tabetai (japanisch 君の膵臓をたべたい), international auch als Let Me Eat Your Pancreas bekannt, ist ein 2017 veröffentlichter Realfilm von Shō Tsukikawa basierend auf dem gleichnamigen Roman des japanischen Schriftstellers Yoru Sumino.

## Handlung
Die Geschichte wird aus der Perspektive des Oberschullehrers Haruki Shiga, der die Aufgabe erhalten hat die nicht mehr gepflegte Schulbibliothek aufzulösen, erzählt. Dabei erhält Shiga Unterstützung von mehreren Schülern, darunter der zurückgezogene Bücherwurm Kuriyama. Mit diesem kommt Shiga ins Gespräch und es stellt sich heraus, dass die Bibliothek einst von ihm selbst – als ehemaliger Schüler – in verschiedene Fachbereiche gegliedert und organisiert worden war. Dabei hatte er die Hilfe von Sakura, einer ehemaligen Klassenkameradin, die ihm noch gegenwärtig in seinen Gedanken herumgeistert.
Während Shiga und Kuriyama die Bücher sortieren und in Kisten verpacken, lernt dieser die Geschichte der Oberschulzeit seines Lehrers, die hauptsächlich von Sakura handelt, kennen. Vor zwölf Jahren hatte sein Lehrer durch Zufall den Einblick in ihrem Tagebuch, welches offenbarte, dass Sakura an einer genetisch bedingten unheilbaren Erkrankung der Bauchspeicheldrüse leide und laut Einschätzung der Ärzte weniger als ein Jahr zu leben hatte. Dies hatte sie bislang von ihren Mitschülern, sogar vor ihrer besten Freundin Kyōko geheim gehalten. Da Shiga durch diesen Zufall von diesem Umstand erfahren hatte, wurde er von Sakura umgehend in ihre Pläne für die Zukunft eingebunden.

## Veröffentlichung
Kimi no Suizō o Tabetai feierte am 28. Juli 2017 Kinopremiere in Japan. Im Rahmen des Busan International Film Festival, dass zwischen dem 12. und 21. Oktober gleichen Jahres stattfand, wurde der Film erstmals in Südkorea gezeigt. In Malaysia strahlte die Kinokette Golden Screen Cinemas das Drama am 9. November 2017.

## Darsteller
| Rolle           | Darsteller                                         |
| --------------- | -------------------------------------------------- |
| Sakura Yamauchi | Minami Hamabe                                      |
| Haruki Shiga    | Takumi Kitamura (erwachsen) Shun Oguri (Schüler)   |
| Kyōko           | Karen Ōtomo (erwachsen) Keiko Kitagawa (Schülerin) |
| Gamu-kun        | Yusuke Kamiji (erwachsen) Yūma Yamoto (Schüler)    |
| Takahiro        | Dori Sakurada                                      |
| Kuriyama        | Daichi Morishita                                   |
| Sakura’s Mutter | Satomi Nagano                                      |

## Erfolg

### Kommerziell
Der Film spielte in Japan knapp 29,5 Mio. US-Dollar ein, in Südkorea knapp 3,5 Mio. USD. In Thailand erspielte Let Me Eat Your Pancreas knapp 44.000 Dollar.

### Auszeichnungen und Nominierungen
| Jahr | Award                    | Kategorie                  | Nominierung              | Ergebnis  |
| ---- | ------------------------ | -------------------------- | ------------------------ | --------- |
| 2017 | Hochi Film Award         | Bestes Bild                | Let Me Eat Your Pancreas | nominiert |
| 2017 | Hochi Film Award         | Bester Nebendarsteller     | Shun Oguri               | nominiert |
| 2017 | Hochi Film Award         | Bester Nachwuchsdarsteller | Minami Hamabe            | gewonnen  |
| 2017 | Hochi Film Award         | Bester Nachwuchsdarsteller | Takumi Kitamura          | gewonnen  |
| 2017 | Nikkan Sports Film Award | Bester Spielfilm           | Let Me Eat Your Pancreas | nominiert |
| 2017 | Nikkan Sports Film Award | Beste Darstellerin         | Minami Hamabe            | nominiert |
| 2017 | Nikkan Sports Film Award | Beser Nachwuchsdarsteller  | Minami Hamabe            | gewonnen  |
| 2017 | Nikkan Sports Film Award | Beser Nachwuchsdarsteller  | Takumi Kitamura          | nominiert |
| 2017 | Mainichi Film Awards     | Bester neuer Darsteller    | Takumi Kitamura          | nominiert |
| 2017 | Mainichi Film Awards     | Beste neue Darstellerin    | Minami Hamabe            | nominiert |
| 2017 | Blue Ribbon Awards       | Bester Spielfilm           | Let Me Eat Your Pancreas | nominiert |
| 2017 | Blue Ribbon Awards       | Bester Nebendarsteller     | Shun Oguri               | nominiert |
| 2017 | Blue Ribbon Awards       | Bester Nachwuchsdarsteller | Minami Hamabe            | nominiert |
| 2017 | Blue Ribbon Awards       | Bester Nachwuchsdarsteller | Takumi Kitamura          | nominiert |
| 2017 | Tokyo Sports Film Award  | Bester Nachwuchsdarsteller | Minami Hamabe            | nominiert |
| 2017 | Tokyo Sports Film Award  | Bester Nachwuchsdarsteller | Takumi Kitamura          | nominiert |
| 2017 | Japanese Academy Award   | Bestes Szenenbild          | Let Me Eat Your Pancreas | nominiert |
| 2017 | Japanese Academy Award   | Bester Nachwuchsdarsteller | Minami Hamabe            | gewonnen  |
| 2017 | Japanese Academy Award   | Bester Nachwuchsdarsteller | Takumi Kitamura          | gewonnen  |